# Mexicano-Américains
- 0 %-3 %
- 3,1 %-7,5 %
- 7,6 %-12,5 %
- 12,6 %-20 %
- 20,1 %-31,6 %

Les Mexicano-Américains sont les citoyens et résidents des États-Unis d'origine mexicaine.
Lors du recensement de 2010, 31 798 258 personnes s'identifient comme mexicano-américaines, soit 10,3 % de la population des États-Unis et 63 % de la population hispaniques et latino.

## Racisme
Un sympathisant d’extrême droite ouvre le feu sur le parking d’un hypermarché à El Paso (Texas) en août 2019, tuant 22 personnes et en blessant des dizaines d'autres. Le terroriste déclare avoir voulu combattre l’« invasion hispanique » aux États-Unis en tuant le plus de Mexicains possible.